# Османов Ділявер Ібраїмович
Ділявер Ібраїмович Османов (крим. Dilâver Osmanov ; нар. 17 липня 1959, Бекабад, Ташкентська область, Узбекська РСР) — радянський та український поет і публіцист кримськотатарського походження. Головний редактор журналу «Йилдиз» (з 2009 року). Член Спілки письменників Республіки Татарстан (1993), Національної спілки журналістів України та Національної спілки театральних діячів України . Заслужений діяч мистецтв Республіки Татарстан (2003) та АР Крим (2010). Викладач КІПУ. Кандидат історичних наук. Пише кримськотатарською та російською мовами.

## Біографія
Народився 17 липня 1959 року в місті Бекабад Ташкентської області Узбецької РСР в сім'ї робітника. За національністю — кримський татарин. З юнацьких років займався літературною творчістю. У 1966 році почав навчатися у початковій школі, паралельно здобуючи освіту в музичній школі. Закінчивши школу в 1979 році, вступив до Казанського університету культури. На третьому курсі перевівся в Казанську консерваторію, яку закінчив у 1985 році за спеціальністю «народні інструменти».
З 1984 по 1989 рік працював у різних музичних закладах Казані. У 1993 році став членом Спілки письменників Республіки Татарстан. 1989 року переїхав до Криму.
З 1980-х років публікує нотатки та вірші у пресі. Публікувався в кримськотатарському журналі «Йилдиз», казанських альманаху «Ідел» та журналі «Казан утлари». Після переїзду до Криму друкується у місцевих виданнях. Серед тем його поезії та публіцистичних матеріалів є кримськотатарський національний рух та депортація кримських татар та відновлення прав кримськотатарського народу. Крім того, Османов надає матеріали про життя кримських татар у казанський Татар-інформ. Автор та перекладач п'єс для Кримськотатарського музично-драматичного театру.
З 1999 року працює в Кримському інженерно-педагогічному університеті, доцент. Кандидат історичних наук.
Був секретарем спілки кримськотатарських письменників. Входив до президії НСЖУ, член Національної спілки театральних діячів України. Як секретар був членом комісії з присудження премії імені Ешреф Шем'ї-Заде. Входив до редакційної колегії Рескомнацу у справах депортованих громадян за виданням творів Дженгіза Дагджі.
З 2009 року — головний редактор журналу «Йилдиз».
Завдяки ініціативі Османова в Білогірську було встановлено пам'ятний камінь на місці майбутнього пам'ятника Бекіру Чобан-заде, а вулиця Комсомольська була перейменована на честь Чобан-заде.

## Нагороди та звання
- Заслужений діяч мистецтв Республіки Татарстан (2003)[2]
- Заслужений діяч мистецтв Автономної Республіки Крим (2010)[2]